# Гусар (телесериал)
«Гуса́р» — российский научно-фантастический комедийный сериал производства компании Comedy Club Production. Премьера состоялась 5 октября 2020 года на телеканале ТНТ и на стриминговом сервисе Premier. Заключительная серия первого сезона вышла в эфир 29 октября 2020 года. 6 ноября 2020 года в Premier вышел фильм о съёмках первого сезона.
«Гусар» стал одним из главных хитов осени 2020 года. Доля премьеры в возрастном сегменте «14-44» составила 18,4 %, что оказалось почти в два раза больше эфирной доли ближайшего конкурента. Проект прошёл с высокими рейтингами вплоть до финала сезона, поэтому разработка продолжения началась, когда сериал ещё был в эфире.
С августа 2022 года по август 2024 года прошли съёмки второго сезона. Премьера второго сезона состоялась на ТНТ 28 октября 2024 года. Заключительная серия вышла в эфир 7 ноября 2024 года.

## Сюжет
Первый сезон
Проводя научный эксперимент, учёный-энтузиаст Дмитрий перенёс поручика Лейб-гвардии Гусарского полка Григория Савельича Рыльского из 1812 года в наше время. Пытаясь вернуть гусара обратно, Митя ломает машину времени, и поручик вынужденно остаётся в XXI веке до её починки. Ожидая конца ремонта, Григорий Савельевич пытается вжиться в современное общество, при этом не отказываясь от своих привычек и манер, чем постоянно создаёт проблемы Мите и его жене Кате, и так уже находящихся на грани развода.
Второй сезон
1813 год. Дабы привлечь Австрию на свою сторону в предстоящих боях в Европе, Александр I решил подарить австрийскому императору бриллиант «Слеза Сибири». Но поскольку есть опасность похищения драгоценности в пути, была разработана спецоперация: пока личный порученец российского императора князь Черныхов повезёт копию камня, Рыльский инкогнито доставит настоящий. По приезде же в Вену английский шпион Монтгомери Рэтфорд заманил поручика в засаду и ограбил, за что теперь тому грозит расстрел. Чувствуя ответственность перед своими потомками, Григорий Савельевич полез в петлю, чтобы Дмитрий Журавлёв, увидев исчезновение жены, выдернул его в XXI век, где гусар сможет забрать бриллиант у потомков похитителя и вернуть истинному владельцу. Но путешественник во времени привлёк внимание спецслужб, также интересующихся деятельностью Уилла Рэтфорда.

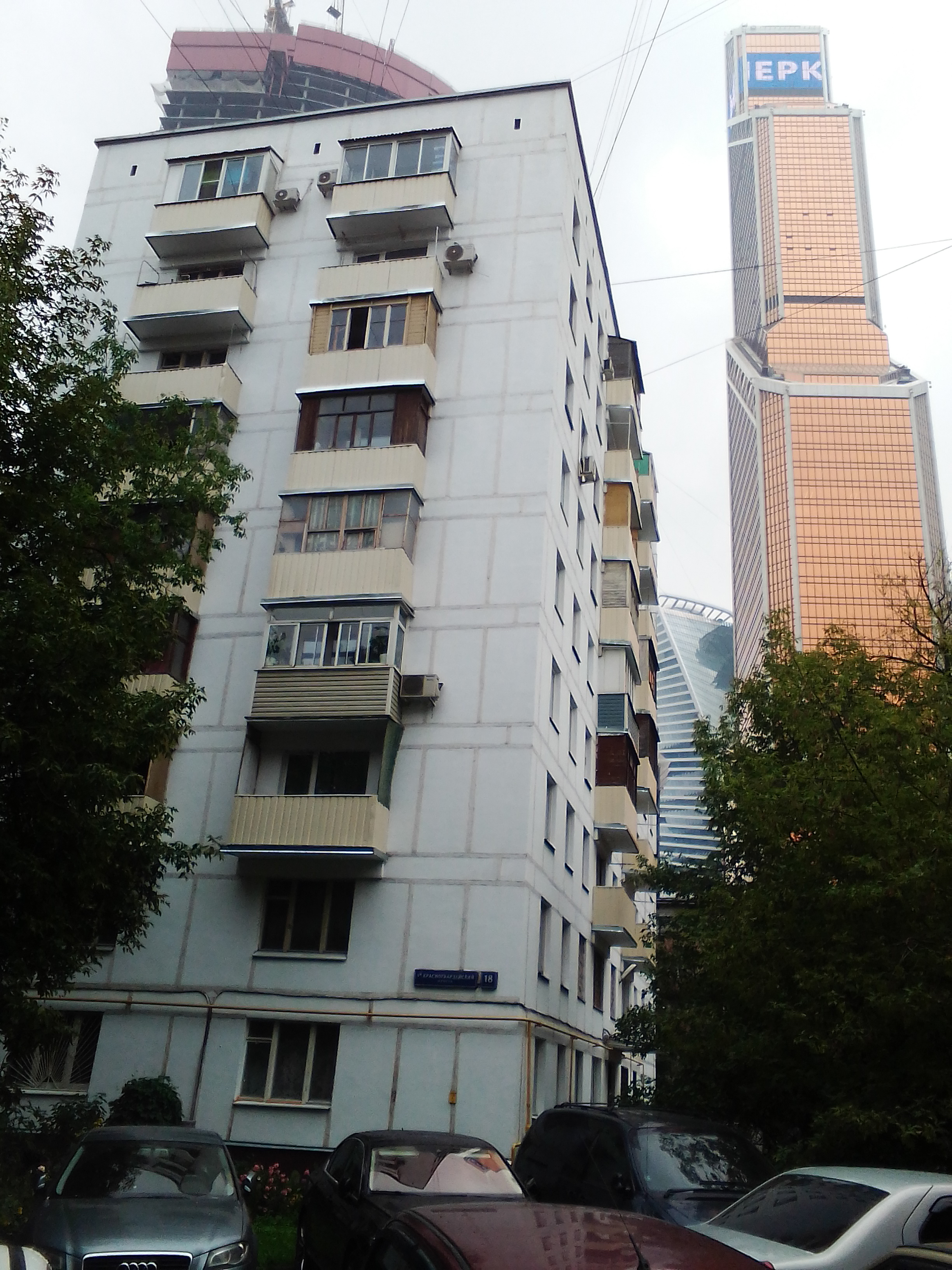
Девятиэтажка в 1-м Красногвардейском проезде, в которой живут Митя и Катя

## В ролях

### Основной состав
- Гарик Харламов — поручик лейб-гвардии гусарского полка Григорий Савельевич Рыльский, предок Кати / генерал-майор Сергей Васильевич Васильев, отец Кати / играет самого себя (2 сезон)
- Павел Рассомахин — Дмитрий «Митя» Геннадьевич Журавлёв, муж Кати, учёный / Митрофан Журавлёв, предок Мити
- Катерина Ковальчук — Екатерина «Катя» Сергеевна Журавлёва (в девичестве — Васильева), жена Мити, директор агентства по организации праздников
- Сергей Белов — Константин «Костя» Денисов, сосед Журавлёвых (2 сезон; 1 сезон — периодически)
- Екатерина Радченко — Светлана «Света» Кравченко, подруга и коллега Кати (2 сезон; 1 сезон — периодически)
- Зоя Бербер — капитан ФСБ Анастасия «Настя» Соколова (2 сезон)
- Гоша Куценко — Монтгомери Рэтфорд (Никодим) / Уилл Рэтфорд (2 сезон)
- Борис Щербаков — князь Александр Иванович Черныхов / генерал-майор ФСБ (2 сезон)
- Игорь Хрипунов — Винс «Догги» Макдогерт, глава службы безопасности Рэтфорда (2 сезон)

### Второстепенный состав
- Игорь Захаров — Михаил Илларионович Кутузов (1 сезон)

### В эпизодах
- Иван Агапов — Антон Петрович, преподаватель вуза (1 сезон)
- Елена Темникова — камео (в роли самого себя) (1 сезон)
- Егор Дружинин — камео (в роли самого себя) (1 сезон)
- Мигель — камео (в роли самого себя) (1 сезон)
- Демис Карибидис — Наполеон Бонапарт (1 сезон)
- Павел Воля — камео (в роли самого себя) (2 сезон)
- Алексей Чумаков — камео (в роли самого себя) (2 сезон)
- Никита Тарасов — Франц I, император Австрии (2 сезон)
- Яна Крайнова — австрийская императрица (2 сезон)

## Обзор сезонов
| Сезон | Сезон | Серии | Период трансляции          |
| ----- | ----- | ----- | -------------------------- |
|       | 1     | 18    | 5 — 29 октября 2020        |
|       | 2     | 16    | 28 октября — 7 ноября 2024 |

## Список серий

### Cезон 1 (2020)
| № общий | № в сезоне | Название                          | Дата премьеры   |
| ------- | ---------- | --------------------------------- | --------------- |
| 1       | 1          | «Как Гусар в будущее попал»       | 5 октября 2020  |
| 2       | 2          | «Как Гусара в прошлое отправляли» | 5 октября 2020  |
| 3       | 3          | «Как Гусар с соседями знакомился» | 6 октября 2020  |
| 4       | 4          | «Как Гусар в поместье ездил»      | 6 октября 2020  |
| 5       | 5          | «Как Гусар спортом занимался»     | 7 октября 2020  |
| 6       | 6          | «Как Гусар в шоу-бизнес попал»    | 8 октября 2020  |
| 7       | 7          | «Как Гусар на ярмарку ходил»      | 12 октября 2020 |
| 8       | 8          | «Как Гусар корпоративы полюбил»   | 13 октября 2020 |
| 9       | 9          | «Как Гусар про сухой закон узнал» | 14 октября 2020 |
| 10      | 10         | «Как Гусар Москву спасал»         | 15 октября 2020 |
| 11      | 11         | «Как Гусар правнука нашёл»        | 19 октября 2020 |
| 12      | 12         | «Как Гусар деньги добывал»        | 20 октября 2020 |
| 13      | 13         | «Как Гусар назад в будущее хотел» | 21 октября 2020 |
| 14      | 14         | «Как Гусар с предками общался»    | 22 октября 2020 |
| 15      | 15         | «Как Гусар Митю хитробою учил»    | 26 октября 2020 |
| 16      | 16         | «Как Гусар огонь и воду прошёл»   | 27 октября 2020 |
| 17      | 17         | «Как Гусар будущее испортил»      | 28 октября 2020 |
| 18      | 18         | «Как Гусар прошлое исправил»      | 29 октября 2020 |

### Cезон 2 (2024)
| № общий | № в сезоне | Дата премьеры   |
| ------- | ---------- | --------------- |
| 19      | 1          | 28 октября 2024 |
| 20      | 2          | 28 октября 2024 |
| 21      | 3          | 29 октября 2024 |
| 22      | 4          | 29 октября 2024 |
| 23      | 5          | 30 октября 2024 |
| 24      | 6          | 30 октября 2024 |
| 25      | 7          | 31 октября 2024 |
| 26      | 8          | 31 октября 2024 |
| 27      | 9          | 4 ноября 2024   |
| 28      | 10         | 4 ноября 2024   |
| 29      | 11         | 5 ноября 2024   |
| 30      | 12         | 5 ноября 2024   |
| 31      | 13         | 6 ноября 2024   |
| 32      | 14         | 6 ноября 2024   |
| 33      | 15         | 7 ноября 2024   |
| 34      | 16         | 7 ноября 2024   |